# Rodrigo Sánchez Patiño
Rodrigo Sánchez Patiño (Lima, 12 de enero de 1982) es un actor y presentador de televisión peruano.

## Biografía
Rodrigo es hijo de la presentadora de televisión, Mirtha Patiño. A los 16 años condujo el programa para niños Mi amigo Rodrigo.
En 2001 protagonizó la película Bala perdida del director Aldo Salvini.
En 2008 protagonizó la obra de teatro El teniente de Inishmore (The Lieutenant of Inishmore de Martin McDonagh), dirigida por Juan Carlos Fisher, que representó al Perú en el XII Festival Iberoamericano de Teatro de Bogotá (2010).
Sánchez participó en varias obras de teatro infantil y en obras para un público más adulto como El beso de la mujer araña, con el que posteriormente se presentó en el Festival Iberoamericano de Teatro de Cádiz en España (2009).
En 2009 también participó en el reality show El show de los sueños: amigos del alma. El año siguiente actuó en la obra Cyrano de Bergerac.
En 2011 actuó en la telenovela La Perricholi como José Estacio, y en teatro estuvo en el musical Altar Boyz y la obra de comedia La Tía de Carlos. Meses después empezó a actuar en Corazón de fuego como Patrick Vivanco, hermano de la protagonista.
En teatro en 2012 actuó en la versión para niños de la obra La vida es sueño.
En el 2014 ingresó a la serie Mi amor, el wachimán 3.
En el 2015 fue parte de la telenovela Amor de madre. Al año siguiente fue parte de Valiente amor y Mis tres Marías.
En el 2017 es parte de la telenovela Mujercitas. Al año siguiente fue parte de Ojitos hechiceros.
En el 2019 fue parte de la telenovela Señores Papis y posteriormente en la serie De vuelta al barrio.

## Créditos
| Televisión | Televisión                             | Televisión                           | Televisión                           |  |
| Año        | Título                                 | Papel                                | Notas                                |  |
| ---------- | -------------------------------------- | ------------------------------------ | ------------------------------------ |  |
| 1997       | Torbellino                             | N/A                                  |                                      |  |
| 1998       | Mi amigo Rodrigo                       | Presentador                          | Emitido por Canal A                  |  |
| 1999       | María Emilia, querida                  | Augusto «Cucho» Pardo-Figueroa Núñez |                                      |  |
| 2000       | María Rosa, búscame una esposa         | Mario Cortez                         |                                      |  |
| 2000-2001  | Milagros                               | Robin                                |                                      |  |
| 2001       | Cazando a un millonario                | Guillermo                            |                                      |  |
| 2005       | La paisana Jacinta                     | Varios personajes                    | Comedia de situación                 |  |
| 2006       | Amores como el nuestro                 | Bruno                                |                                      |  |
| 2006       | Ferrando, de pura sangre               | César «Loco» Ureta                   |                                      |  |
| 2006       | Camino a casa                          | Lalo                                 |                                      |  |
| 2006-2007  | Camote y Paquete, aventura de Navidad  | Lalo                                 |                                      |  |
| 2007       | Un amor indomable                      | Lorenzo                              | Antagonista Secundario               |  |
| 2009       | El show de los sueños: amigos del alma | Concursante                          | 9° puesto                            |  |
| 2010       | El enano                               | N/A                                  |                                      |  |
| 2010       | Los exitosos Gome$                     | N/A                                  | Participación especial               |  |
| 2010       | Clave uno: médicos en alerta           | Javier Abugattás                     | Rol antagónico                       |  |
| 2011       | Ana Cristina                           | Anselmo Benavides (de joven)         | Participación especial               |  |
| 2011       | La Perricholi                          | José Estacio                         |                                      |  |
| 2011       | La santa sazón                         | Silvio Riccadona                     | Rol antagónico                       |  |
| 2011-2012  | Corazón de fuego                       | Patrick «Pato» Vivanco               |                                      |  |
| 2013       | Derecho de familia                     | Andrés                               | 1 episodio                           |  |
| 2013       | Camino al triunfo                      | Escorpión                            | Rol antagónico                       |  |
| 2014       | Mi amor, el wachimán                   | Marco de la Piedra Sevilla           | Secundario                           |  |
| 2014       | Grau, caballero de los mares           |                                      |                                      |  |
| 2014-2015  | Locura de amor                         | Julio Letts                          | Rol antagónico                       |  |
| 2015       | Amor de madre                          | Otoniel Camacho Tirado               | Secundario                           |  |
| 2016       | Valiente amor                          | Gerardo Villar López                 | Estelar                              |  |
| 2016       | Mis tres Marías                        | Francisco «Pancho» Ortega            | Secundario                           |  |
| 2017       | Mujercitas                             | Roberto Morales Castro               | Estelar                              |  |
| 2018       | Ojitos hechiceros                      | Joao Quintanilla Loayza              | Rol antagónico                       |  |
| 2019       | Señores papis                          | Fernando Pereyra                     | Rol protagónico                      |  |
| 2019-2021  | De vuelta al barrio                    | Charlie Flores                       | Rol estelar                          |  |
| 2022–2023  | Noche de patas                         | Él mismo                             | Presentador                          |  |
| 2023–2024  | Papá en apuros                         | Jorge Arrarte                        | Antagonista reformado                |  |
| 2025       | Eres mi sangre                         | Bastian Navarro                      | Antagonista protagonista             |  |
| Películas  |                                        |                                      |                                      |  |
| Año        | Título                                 | Papel                                | Notas                                |  |
| 2001       | Bala perdida                           | X                                    | Protagonista                         |  |
| 2014       | Loco cielo de Abril                    | Omar                                 |                                      |  |
| 2018       | No me digas solterona                  | Richi                                |                                      |  |
| 2019       | Django: En el nombre del hijo          | Tabique de oro                       | Antagonista                          |  |
| 2020       | La bronca                              | Toño                                 |                                      |  |
| 2022       | Cosas de amigos                        | Raúl                                 | Protagonista                         |  |
| 2023       | La erección de Toribio Bardelli        |                                      |                                      |  |
| Teatro     |                                        |                                      |                                      |  |
| Año        | Título                                 | Papel                                | Notas                                |  |
| 2002       | La Vaca, la Capa y la Zapatilla        | El Lobo / El Príncipe                |                                      |  |
| 2007-2008  | La celebración                         | Andrés                               | Teatro La Plaza                      |  |
| 2008       | El Teniente de Inishmore               | Padriac                              | Protagonista, Teatro La Plaza        |  |
| 2008       | El beso de la mujer araña              | Valentín                             | Protagonista, Teatro La Plaza        |  |
| 2010       | Cyrano de Bergerac                     | Christian                            | Teatro La Plaza                      |  |
| 2011       | Los últimos días de Judas Iscariote    | San Pedro                            | Participación en pantalla multimedia |  |
| 2011       | Altar boyz                             | Lucas                                | Teatro Luigi Pirandello              |  |
| 2011       | La tía de Carlos                       | Jack Chesney                         | Teatro Peruano Japonés               |  |
| 2012-2013  | La vida es sueño                       | Astolfo                              | Teatro La Plaza, 3 temporadas        |  |
| 2013       | El círculo de arena                    |                                      | Teatro La Plaza                      |  |
| 2013       | Ricardo III                            |                                      | Teatro La Plaza                      |  |
| 2024       | Moby Dick                              |                                      | Teatro La Plaza                      |  |